# P.J. Denis
Pierre Joseph (P.J.) Denis (Lier, gedoopt 9 december 1750 - aldaar, 18 maart, 1814) was een Belgische kunstenaar en van 1798 tot aan zijn dood in 1814 de eerste directeur van de tekenacademie te Lier.
In de raadzaal van het stadhuis van Lier bevinden zich vier grisailles uit 1775 die de vier jaargetijden voorstellen.

## Trivia
De P.J. Denisstraat in Lier is naar hem vernoemd.

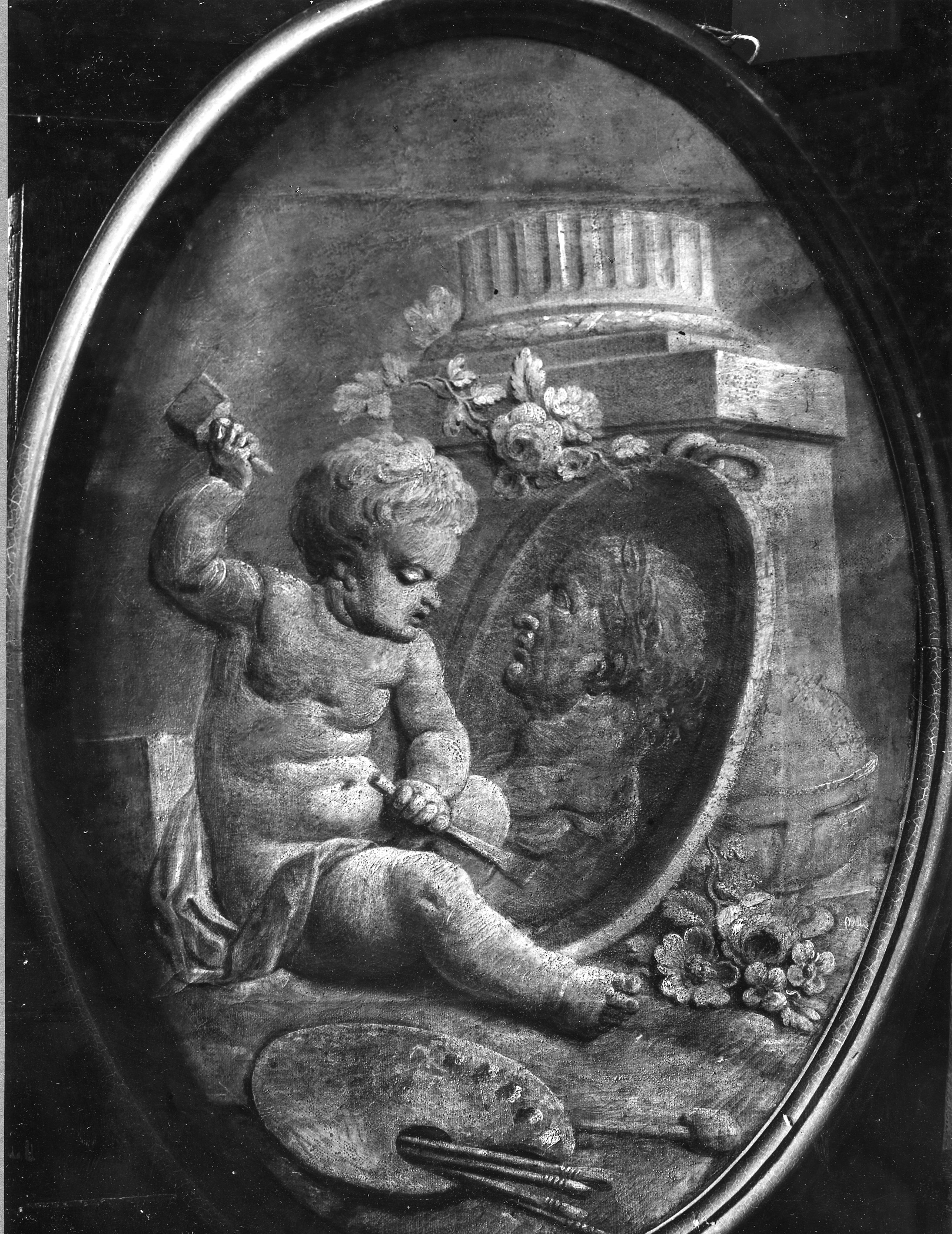
Grisaille door P.J. Denis, Museum Wuyts-Van Campen en Baron Caroly in Lier.